# Сож (станція)
Сож (біл. Сож) — проміжна залізнична станція 3-го класу Гомельського відділення Білоруської залізниці на обхідній лінії Гомельського залізничного вузла на дільниці Березки — Костюківка між зупинним пунктом Волотова та станцією Костюківка. Розташована у Гомельському районі Гомельської області.
Від станції відгалужуються під'їзні колії до нафтоналивного підприємства та аеропорту «Гомель».

## Пасажирське сполучення
Приміський рух здійснюється поїздами міських ліній за кільцевим маршрутом Гомель-Пасажирський — Гомель-Непарний — Сож — Іпуть — Новобілицька — Гомель-Пасажирський.